# Silobia
Silobia is een monotypisch geslacht van korstmossen dat behoort tot de familie Acarosporaceae. Het geslacht kende andere soorten, maar door herindelingen bevat het in februari 2021 alleen Silobia rufescens. De Nederlandse naam voor deze soort is het bleek steenschubje.